# Puffinus bannermani
PArdela de Bannerman (Puffinus bannermani) es una especie de ave marina en la familia Procellariidae. Se la considera conespecífica con  Puffinus lherminieri.

## Distribución
Se reproduce en las islas de Los Volcanes en el grupo Ogasawara al suroeste de Japón y habita no muy lejos de allí.

## Dieta y hábitat
Basándose en lo que se sabe de la ecología de otras especies afines, se cree que P. bannermani se alimenta de peces, calamares y cefalópodos, pescando en la superficie, zambulléndose, y chapoteando (del Hoyo et al. 1992, Brooke 2004). Es posible anide en grietas en las rocas o huecos formando colonias (del Hoyo et al. 1992).